# Устье (посёлок, Селижаровский район)
 Устье  — поселок в Селижаровском муниципальном округе Тверской области.

## География
Находится в западной части Тверской области на расстоянии приблизительно 26 км на юг-юго-запад по прямой от административного центра округа поселка Селижарово.

## История
Поселок не был отмечен еще на карте 1939 года. До 2020 года входил в состав Дмитровского сельского поселения Селижаровского района до их упразднения.

## Население
Численность населения: 25 человек (русские 96 %) в 2002 году, 7 в 2010.